# Гропніца
Гропніца (рум. Gropnița) — село у повіті Ясси в Румунії. Входить до складу комуни Гропніца.
Село розташоване на відстані 336 км на північ від Бухареста, 32 км на північний захід від Ясс.

## Населення
За даними перепису населення 2002 року у селі проживали 465 осіб, усі — румуни. Усі жителі села рідною мовою назвали румунську.